# Parafia greckokatolicka pw. Narodzenia Najświętszej Maryi Panny w Białym Borze
Parafia greckokatolicka pw. Narodzenia Najświętszej Maryi Panny w Białym Borze – parafia greckokatolicka w Białym Borze.
Parafia należy do eparchii wrocławsko-koszalińskiej i znajduje się na terenie dekanatu słupskiego.

## Historia parafii
Parafia greckokatolicka pw. Narodzenia Najświętszej Maryi Panny w Białym Borze funkcjonuje od 1957 r., księgi metrykalne są prowadzone od roku 1958.

## Świątynia parafialna
Cerkiew greckokatolicka (poświęcona 20.09.1997) znajduje się w Białym Borze przy ulicy Księdza Bazylego Hrynyka 4.

## Duszpasterstwo
Proboszczowie i wikarzy.:
- ks. Stefan Dziubina (1957-1977),
- ks. Jarosław Madzelan (1977-1990),
- ks. Józef Ulicki (1990-1997),
- ks. Bogdan Drozd (1997-2001),
- ks.Stefan Prychożdenko (2002-2005),
- ks. Włodzimierz Kucaj (2004-2007),
- ks. Lesław Łesyk (2007-2008),
- ks. Piotr Baran (2001-2016),
- ks. Mariusz Dmyterko od 2016